# Pied-de-biche
Pour les articles homonymes, voir Pied.
Ne doit pas être confondu avec Pince-monseigneur.
Le pied-de-biche est un terme générique populaire qui désigne différents objets et notamment des outils fendus en deux parties égales à leur extrémité.
Au Québec, cet outil est communément appelé une « barre de force » dû à l'américanisme pry bar.

## Usages
Selon son usage, un pied-de-biche peut désigner :
- un arrache-clou, court levier métallique ayant une extrémité recourbée (crosse) servant de point d'appui et se finissant, légèrement aplatie et fendue, permettant ainsi d'arracher des clous.

Son autre extrémité finit par un méplat incurvé selon un angle de 45 à 60°. Cet outil sert notamment à ouvrir des caisses en bois. Des modèles plus grands sont utilisés en démolition. Il est forgé à partir d'un profilé en acier obtenu par extrusion. Il peut aussi être construit à partir de titane. Si le levier ne comprend pas d'extrémité arrache-clou, il est appelé « pince-monseigneur » ;
- un outil des tailleurs de pierre des roches dures. Outil d'attaque, droit, en acier, terminé par deux dents droites à un biseau. Il est percuté par une massette ;
- dans une machine à coudre, c'est l'élément, aussi appelé pied presseur, qui maintient le tissu fermement au niveau de l'aiguille ;
- dans les métiers du bâtiment, il est couramment appelé « pince à décoffrer ».

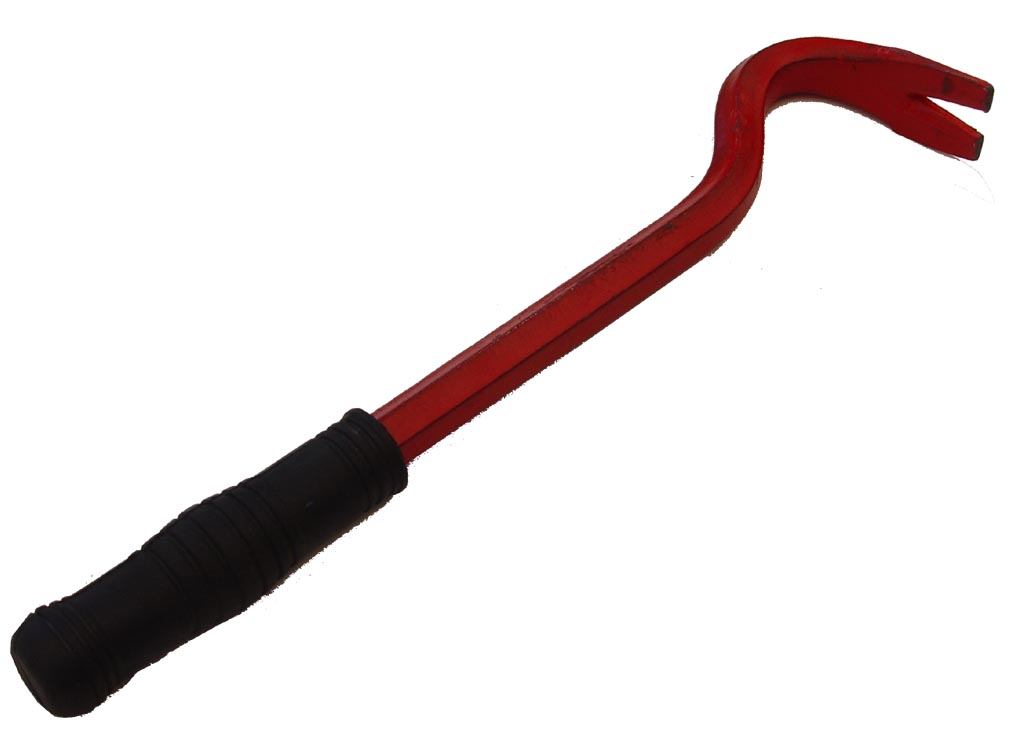
Un pied-de-biche arrache-clous.
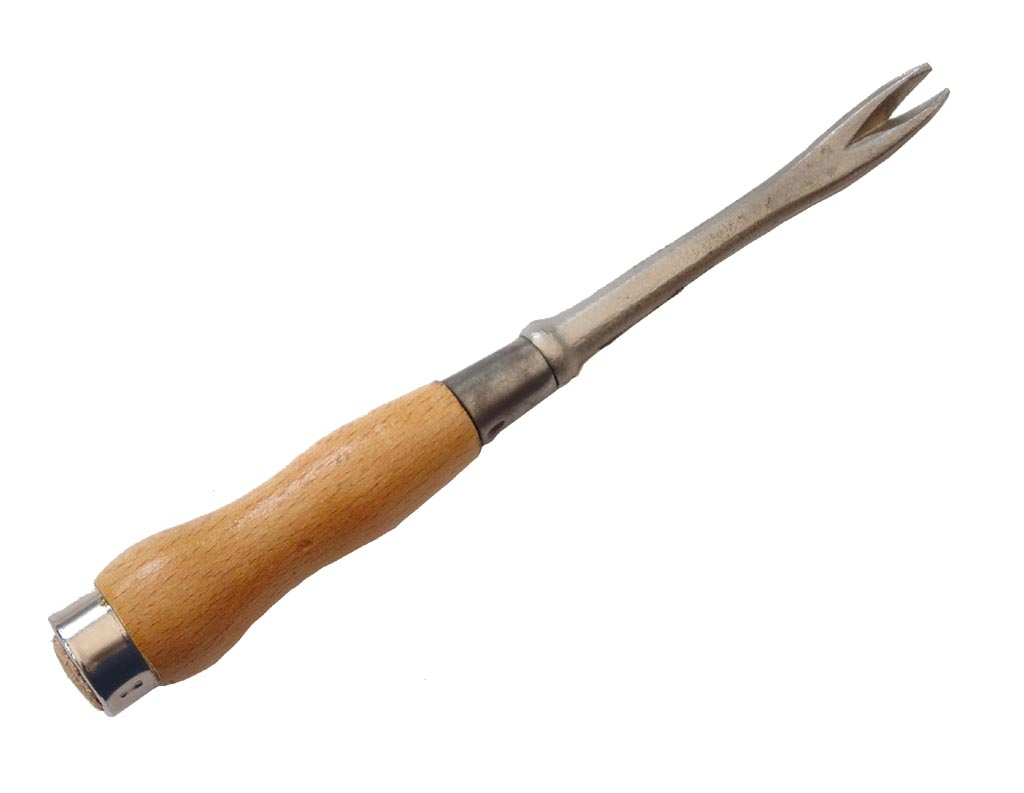
Un pied-de-biche de tapissier garnisseur.
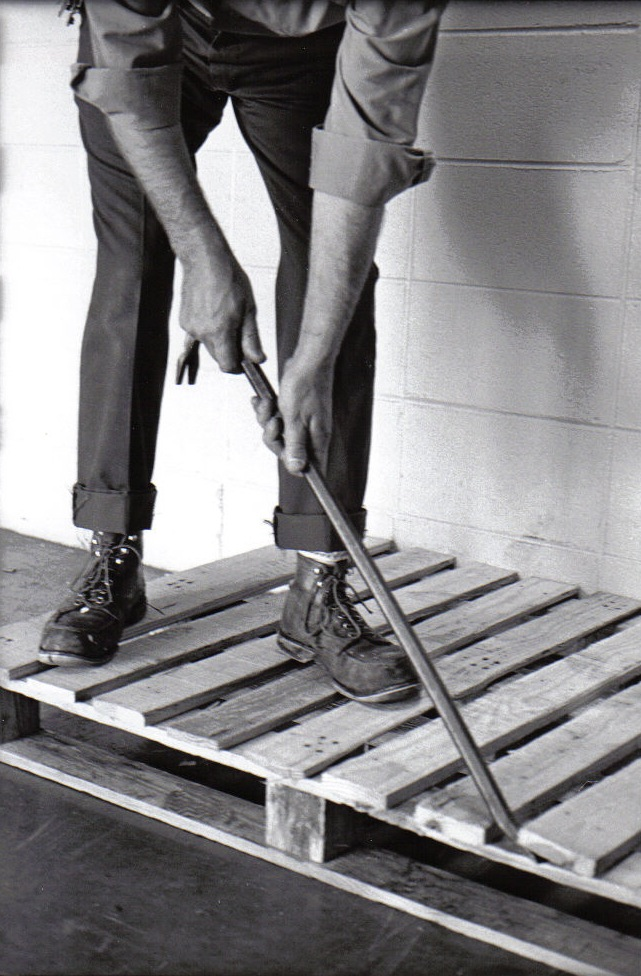
Un pied-de-biche standard utilisé dans les métiers du bâtiment.

## Métiers
Dans l'artisanat, on retrouve le pied-de-biche sur bon nombre d'établis, celui du tapissier ou du bottier entre autres. Dans ces disciplines, il est généralement de taille beaucoup plus modeste et est muni d'un manche pour être tenu d'une seule main.

## Dans la culture populaire
Dans les œuvres de fiction, le pied-de-biche est souvent un emblème ou un signe distinctif associé au cambrioleur ou au délinquant[réf. nécessaire].

### Cinéma
- Le pied-de-biche est l'arme/outil souvent utilisée par les cambrioleurs dans les films, par exemple dans Maman, j'ai raté l'avion.

### Bandes dessinées
- Dans les comics de l’univers DC, le Joker se sert notamment d'un pied-de-biche pour tabasser Jason Todd (Robin) et le laisser pour mort dans l'aventure de Batman Un deuil dans la famille.
- Dans les comics de l'univers Marvel, le personnage du Démolisseur est équipé d'un pied-de-biche enchanté (par le dieu Loki) dont il tire ses super-pouvoirs.

### Jeux vidéo
- Dans le jeu Half-Life et sa suite, le pied-de-biche est l'arme de base du héros Gordon Freeman.
- Dans les jeux Dead Island et Dead Island : Riptide, le pied-de-biche est une des armes contondantes du joueur. Il peut même être amélioré pour être plus puissant.